# Chiesa di San Pietro (Calvizzano)
La chiesa di San Pietro è una chiesa di Calvizzano, situata nella frazione e nella via omonima del paese.

## Storia
La chiesa sorge a poco più di un km dal centro di Calvizzano e fu eretta prima del 1336, come ci testimonia un documento custodito nella Biblioteca apostolica vaticana. Il nome della chiesa, che dà nome all'intera frazione di Calvizzano, secondo diversi storici locali deriva dalla via Antica Consolare Campana, da cui si staccava una deviazione lungo la quale si formò il primo centro abitativo che è l'attuale paese, ed è ricordata storicamente per il passaggio di San Pietro da Napoli a Roma.
L'attuale chiesa risale al 1656, anno della peste che colpì anche Calvizzano: i fedeli avevano infatti lasciato l'abitato e si erano spostati in aperta campagna, dove chiesero al santo protezione dal morbo. Scampato il pericolo, con le loro offerte, i devoti ampliarono e abbellirono la vecchia chiesetta incorporandovi l'originaria abside.

## Architettura e opere
La chiesa è a navata unica. Al suo interno, presenta immagini votive dedicate a San Pietro (raffigurato con le chiavi del Paradiso), alla Madonna delle Grazie e a San Paolo. Nel 1990, fu effettuata un'analisi infrarossi dell'abside, scoprendo l'esistenza sotto le attuali immagini dipinte sull'abside un affresco, rappresentante la Madonna col bambino e con San Pietro e San Paolo ai lati. Sono presenti anche due epigrafi dedicati ai fanciulli e alle sorelle morti "CONDITORIUM INFANTIUM" (cioè durante l'infanzia).
Nel 1955, su sollecitazione del cardinale Marcello Mimmi, fu sostituito il fatiscente soffitto ligneo, sostituito da uno intonacato, e la pavimentazione, sostituendo quella di pietra con delle mattonelle. Un'altra ristrutturazione avvenne nel 1971, quando la chiesa fu dotata dell'impianto elettrico, l'altare fu posto a favore dei fedeli astanti e venne intonacata con delle granigliate.
La chiesa presentava un cimitero sottostante, chiuso con la ristrutturazione del 1971 per volontà del parroco locale (ai sepolti furono dedicati gli epigrafi). Presentava anche dei locali adiacenti, tra cui "la casetta dell'Eremita Fra Massimo", che ospitava anziani e bisognosi (abbandonata nel 1971); ma furono abbandonati e demoliti con gli anni perché fatiscenti e inagibili.